# Salzfurtkapelle
Salzfurtkapelle ist eine Ortschaft innerhalb der Stadt Zörbig im Landkreis Anhalt-Bitterfeld (Sachsen-Anhalt). Sie besteht aus den zusammengewachsenen Ortsteilen Salzfurt und Capelle.

## Geografie
Salzfurtkapelle liegt nördlich der Fuhne. Capelle bildet den westlichen, Salzfurt den östlichen Ortsteil. Es befindet sich zwischen der Kreisstadt Köthen, der kreisfreien Stadt Dessau-Roßlau, dem Ballungsraum Bitterfeld-Wolfen und der Großstadt Halle (Saale).

## Geschichte
Der Name von Salzfurt(h) kommt von der hier verlaufenden Salzstraße, welche an dieser Stelle in einer Furt die Fuhne überquerte. Capelle erhielt seinen Namen von einer Kapelle, die 1696 zu einer Kirche umgebaut wurde.
Beide Orte, zu drei Seiten umgeben vom Fürstentum Anhalt, gehörten bis 1815 zum kursächsischen Amt Bitterfeld. Durch die Beschlüsse des Wiener Kongresses kamen sie zu Preußen und wurden 1816 dem Kreis Bitterfeld im Regierungsbezirk Merseburg der Provinz Sachsen zugeteilt, zu dem sie bis 1944 gehörten.
Am 1. April 1936 schlossen sich die beiden Gemeinden Capelle und Salzfurth zur Gemeinde Salzfurtkapelle zusammen. Am 20. Juli 1950 wurde der historisch zu Anhalt und erst seit 1942 zu Preußen gehörige Ort Wadendorf eingemeindet.
Am 1. März 2004 wurde die Gemeinde Salzfurtkapelle mit ihrem Ortsteil Wadendorf als Ortschaft in die neue Einheitsgemeinde Stadt Zörbig eingegliedert. Der Gemeinderat ist seit dem 1. März 2004 Ortschaftsrat.

## Religion
Durch die im 16. Jahrhundert durchgeführte Reformation wurden die Ortschaften Salzfurt und Capelle, aus denen Salzfurtkapelle entstand, evangelisch-lutherisch.

### Evangelisch-lutherische Kirchengemeinde
Die Kirche und ihre Kirchengemeinde gehören zum Kirchenkreis Wittenberg der Evangelischen Kirche in Mitteldeutschland.

### Römisch-katholische Kuratie
Nachdem durch die Flucht und Vertreibung Deutscher aus Mittel- und Osteuropa nach dem Zweiten Weltkrieg wieder Katholiken in größerer Zahl nach Salzfurtkapelle gekommen waren, wurde am 19. September 1946 in Salzfurtkapelle eine katholische Seelsorgestelle eingerichtet. Zum 1. November 1947 folgte die Errichtung der Kuratie Salzfurtkapelle, die am 1. Januar 1948 mit Pfarrer Franz Steiner einen ortsansässigen Geistlichen bekam. Bereits am 26. Januar 1951 wurde die Kuratie Salzfurtkapelle nach Jeßnitz verlegt, wohin Pfarrer Steiner zog und es 1954/55 zum Bau der St.-Norbert-Kirche kam. Heute gehören Katholiken in Salzfurtkapelle zur Pfarrei Edith Stein Wolfen-Zörbig, die nächstliegenden Kirchen sind St. Michael (Raguhn) und Edith Stein (Wolfen).

## Persönlichkeiten

### Söhne und Töchter
- Heinrich Dietrich von Zanthier (* 1676 in Salzfurth), Rittergutsbesitzer und Landtagsabgeordneter
- Wilhelm von Anhalt (* 1735 in Capelle), preußischer General und Gouverneur in Königsberg
- Hans Dietrich von Zanthier (* 1717 in Salzfurt), Oberforstmeister, gründete in der Mitte des 18. Jahrhunderts im Harzort Ilsenburg die erste Forstschule Deutschlands
- Werner Kirchner (* 1895 in Capelle), Gymnasiallehrer und Hölderlin-Forscher

## Verkehrsanbindung
Salzfurtkapelle befindet sich an den Landesstraßen 140 und 141 sowie südlich der Bundesstraße 6 und westlich der Bundesautobahn 9.